# Adrian Cierpka
Adrian Cierpka (ur. 6 stycznia 1995 w Ostrowie Wielkopolskim) – polski piłkarz grający na pozycji pomocnika w Concordii Chiajna. Wychowanek KUKS-u Zębców Ostrów Wielkopolski. Z reprezentacją Polski zajął 3-4. miejsce na mistrzostwach Europy U-17 2012.